# 몬트리올 엑스포스
몬트리올 엑스포스(영어: Montreal Expos, 프랑스어: Les Expos de Montréal)는 1969년에 창단하여 2004년 시즌이 끝난 후 워싱턴으로 연고지를 옮긴 워싱턴 내셔널스의 전신 팀이며 OB 베어스가 해당 구단의 모자를 참고로 하여 삼색 모자를 만들었고 이로 인해 해당 구단과 한때 자매결연-교류 추진이 있었으나 무산됐으며 해당 구단에 앞서 밀워키 브루어스 구단 모자를 토대로 할 뻔 했지만 좌절됐다.

## 주요 선수
- 블라디미르 게레로
- 페드로 마르티네스

## 영구 결번
- #8 게리 카터
- #10 러스티 스토브 & 안드레 도슨
- #30 팀 레인스
- #42 재키 로빈슨

## 역대 한국인 선수
(엑스포스 시절 등번호, 포지션, 엑스포스 소속이던 시즌)
- 김선우 - 31번, 투수, 2002년~2004년

1. ↑  이재국 (2018년 8월 17일). “[이재국의 베팬알백_4편] OB베어스의 상징, 곰과 삼색모자에 얽힌 숨은 사연”. 두산 베어스. 2022년 3월 14일에 확인함.
2. ↑  “프로野球(야구) 우리는 이렇게… <4> OB베어스”. 매일경제. 1981년 12월 25일. 2022년 3월 14일에 확인함.
3. ↑  이재국 (2018년 8월 17일). “[이재국의 베팬알백_4편] OB베어스의 상징, 곰과 삼색모자에 얽힌 숨은 사연”. 두산 베어스. 2022년 3월 14일에 확인함.